# バトラー (護衛空母)
|           |                                         |
| 艦歴      |                                         |
| 発注:     |                                         |
| 起工:     | 1941年4月15日                           |
| 進水:     | 1942年4月4日                            |
| 就役:     | 1942年10月31日                          |
| 退役:     | 1946年2月12日                           |
| 除籍:     | 1946年3月28日                           |
| その後:   | スクラップとして廃棄                    |
| 性能諸元  |                                         |
| 排水量:   | 14,400 トン                             |
| 全長:     | 491 ft 6 in (150 m)                     |
| 全幅:     | 105 ft (32 m)                           |
| 吃水:     | 26 ft (7.9 m)                           |
| 機関:     | 蒸気タービン1軸推進、8,500shp           |
| 最大速:   | 18ノット (33 km/h)                      |
| 航続距離: |                                         |
| 兵員:     | 士官、兵員646名                         |
| 兵装:     | 4インチ砲2門、40mm機銃8基、20mm機銃20基 |
| 搭載機:   | 20                                      |

オルタマハ(USS Altamaha, AVG/CVE-6)はアメリカ海軍、ボーグ級護衛空母の1隻。イギリスに貸与されバトラー(HMS Battler, D18)と改名された。

## 艦歴

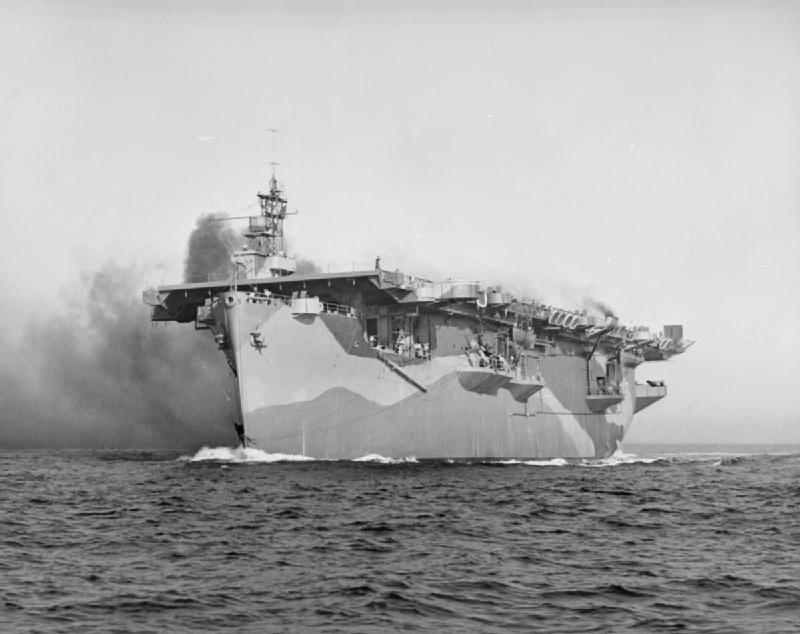
第二次大戦時の本艦。

本艦はミシシッピ州パスカグーラのインガルス造船で海事委任契約の下、モーマックターン(Mormactern)の艦名で1941年4月15日起工する。1942年1月7日にオルタマハと改名されるが、1942年3月17日に取り消された。1942年4月4日にフィリップ・シーモア夫人によって進水する。1942年8月20日に ACV-6（補助空母）に艦種変更され、1942年10月31日にアメリカ海軍に引き渡される。レンドリース法に基づき同日イギリス海軍に移管、バトラー（HMS Battler）と改名された。
バトラーは北大西洋で船団護衛と対潜水艦作戦に従事し、第二次世界大戦の全体を通じてイギリス海軍で使用された。1943年9月にはイタリアのサレルノ上陸を支援した。1943年7月15日にアメリカ海軍によって CVE-6（護衛空母）に艦種変更される。バトラーは1946年2月12日にアメリカに返還され、1946年3月28日に除籍された。その後1946年5月14日にペンシルベニア州のパタプスコ・スチール・スクラップ社に売却、廃棄された。